# Abraxas martaria
Abraxas martaria es una especie de polilla de la familia Geometridae. La especie fue descrita por primera vez por Achille Guenée habiendo sido descrita en 1857, con una endémica distribución en el norte de India.